# 小行星3497
小行星3497（英語：3497 Innanen）是一颗围绕太阳公转的小行星。1941年4月19日，利斯·奧特瑪在图尔库发现了此天体。
这颗小行星的绝对星等为62.42917等。